# 吳蔚昇
吳蔚昇（Goh V Shem，1989年5月20日—），本名吳偉森（Goh Wei Shem），又曾名吴伟申，2015年底為了轉運而改為現時的名字。生於馬來西亞吉隆坡，馬來西亞男子羽毛球运动员，專長雙打項目。在2016年奧運與陳蔚強搭檔奪得羽毛球男子雙打銀牌。

## 簡歷

### 早年及出道
吳偉森在10歲時由父親引領初次接觸羽毛球運動，并在文良港侨南华小度过小学生涯，虽学业成绩平淡但是在运动项目上有杰出的表现。吳偉森至13歲時進入武吉加里爾體育學校就讀，并在該校中五畢業後入選馬來西亞國家羽毛球隊後備隊。2007年，17歲的吳偉森獲派參加紐西蘭奧克蘭舉行的世界青年羽毛球錦標賽，與王健國出戰男雙比賽，最終奪得季軍。
2011年，已成為國家後備隊首號男雙的吳偉森，在父親徵詢風水師意見後，決定將英文全名從「Goh Wei Shem」改為「Goh V Shem」；其後又將中文名改為「吴伟申」，希望新名字能夠使自己的羽球生涯更順利。

### 2007年-2008年 初期首冠
2007年10月，吳伟申代表马来西亚参加新西蘭奧克蘭举办的世界青年羽毛球錦標賽，与青年期搭档的王健國赢得亚青赛男子双打季军。
2008年11月，吳伟申与凌文輝出战馬來西亞羽毛球國際挑戰賽，在男双决赛以2比0（21-19、21-18）击败了赛会头号种子、队友的王健國/顏德財，夺得其首个国际赛冠军。

### 武林組合
2010年，吴伟申初次與林钦华合作男雙，其後逐漸成為馬來西亞國家羽毛球隊的第二號男双，被媒體稱為「武林組合」。二人在合作初期曾贏得2010年馬來西亞國際挑戰賽冠軍，以及打進2012年印度超級賽四強。

#### 首度拆夥
2012年中，吴伟申要求教练將「武林組合」拆夥，因為他認為這對組合缺乏稳定性，就算盡力也「擦不出火花」，「也许分道扬鑣对彼此更好」。期間，吴伟申曾與张御宇合作，並贏得馬來西亞國際挑戰賽冠軍。
2013年初，吳偉申表示與林钦华在拆對六個月後重新合作，認為在「分開後冷靜下來，反而更瞭解彼此的問題」，所以重新合作默契反而比之前更好。年內，二人先後在馬來西亞超級賽和亞洲羽毛球錦標賽打進四強，又在其後的馬來西亞黃金大獎賽奪得合作以來的首個大獎賽冠軍。

#### 第二度拆夥
2013年8月，吴伟申參加中國廣州舉行的世界羽毛球錦標賽，與林钦华出戰男子雙打項目，首圈以2-0淘汰蘇格蘭組合晉級，但在第二圈就以0比2（15-21、18-21）不敵11號種子的云天豪/陳煒出局。
2013年中，由於吳偉申認為「武林組合」在过去3年不曾赢得任何大赛冠军，「没了目标，继续也是没意义的」；於是決定再度拆夥，並通知教练安排找到合适的搭档。2013年10月起，吴伟申開始與张国祥搭档，而林钦华則搭配区耀汉。但至年底，吳偉申與林钦华到吉兰丹会见羽总会长东姑马哈里尔後，表示愿意放下彼此成见和之前的指责，並在翌年重新合伙。

#### 首要超級賽奪冠
2014年1月，吳偉申與林欽華第三度合夥，出戰馬來西亞首要超級賽並打進男雙決賽，最終，他們以2比0（21-19、21-18）擊敗中國組合柴飚 / 洪炜，首次奪得超級系列賽冠軍頭銜。

### 雙蔚組合
2014年湯姆斯盃，吳偉申與搭檔林欽華一同入選馬來西亞參賽名單，但在小組預賽時，馬來西亞以奇兵戰術臨時讓吳偉申與陳煒搭配，並成功擊敗韓國的金沙朗/金基正，更在此後的八強和決賽面對丹麥的卡斯騰·摩根森/約金·費舍爾·尼爾森和日本的園田啟悟/嘉村健士時連戰皆捷，雖然馬來西亞最後以亞軍收場，但是吳偉申與陳煒的傑出表現使兩人在湯杯結束之後組成固定搭檔。
吳偉申與陳煒兩人在搭配後，就在同年8月的英聯邦運動會羽毛球比賽和9月的亞運會羽毛球比賽分別奪得金牌和銅牌。此後兩人狀態下滑，經常在比賽前兩輪就遭到淘汰，為求改運的兩人因而在2015年底一起改名，陳煒改名為「陳蔚強」，而吳偉申則改名為「吳蔚昇」，改名後，兩人旋即在美國羽毛球大獎賽獲得冠軍。因為改名後兩人的名字中皆有「蔚」字，從此被馬來西亞媒體及民眾稱之為「雙蔚組合」。

#### 2016年里約奧運銀牌
2016年8月，世界排名第12的吳蔚昇/陳蔚強獲得夏季奧林匹克運動會羽毛球比賽男子雙打項目的參賽資格，並在小组赛以全勝的成績晉級8强。在八强赛，两人遭遇赛会头号种子、韩国的李龙大/柳延星，力拼3局以2比1（17-21、21-18、21-19）逆轉险胜，並以黑马之姿晉級四強。準决赛，兩人以2比1（21-18、12-21、21-17）戰勝中国组合柴飚/洪炜。在决赛上，吴蔚昇/陈蔚强再次遭遇小組賽的對手，中國的上屆奧運雙打金牌之一傅海峰與他的新搭檔張楠，最終以1比2（21-16、11-21、21-23）落敗，與馬來西亞的首面奧運金牌擦肩而過，但首次征戰奧運即取得銀牌的佳績。

#### 排名登頂與超級賽奪冠
吳蔚昇與陈蔚强的組合在里約奧運奪得銀牌後迎來巔峰，首先在丹麥羽毛球首要超級賽贏得兩人搭檔以來的第一個超級系列賽冠軍，他们的世界排名也于11月10日攀升到第一位；跟着，由于沒有缺席2016年度的十二項超級系列賽，他们以第二高的積分獲得世界羽聯超級系列賽總決賽的參賽資格，並且在決賽以直落二（21-14、21-19）輕取大會頭號種子日本组合嘉村健士/園田啟悟，第一次贏得超級系列賽總決賽的冠軍。

#### 成績下滑與拆夥
邁入2017年之後，雙蔚的表現不復去年，最佳的成績僅分別在全英公開賽、印度公開賽及新加坡公開賽闖入八強，在主場的馬來西亞公開賽更在第一輪就遭到淘汰。為此，國家隊男雙教練認為是因為在受到其他國家重視後，對手已經了解兩人打法的緣故；馬來西亞羽毛球協會也表明吳蔚昇與陳蔚強若再無表現將會面臨拆夥。
2017年8月，吳蔚昇與陳蔚強以第5種子的身分參加在蘇格蘭格拉斯哥舉辦的世界羽毛球錦標賽男子雙打項目，他們在首輪輪空，但在次圈就以0比2（18-21、16-21）爆冷敗給韓國的鄭義錫/金德永。原意前往當地觀戰的大馬羽總會長諾薩也因此取消行程，並聲稱將會立刻採取行動。
2017年9月，大马羽总会长诺萨宣布將吳蔚昇與陈蔚强拆伙，吳蔚昇将改為搭档张御宇，而陈蔚强则配对王耀新。
2017年12月，大马羽总宣布吴蔚升与陈蔚强将重新拍档，而这个决定是考虑到拆档前的2支男双组合的世界排名较高，能为马来西亚在2018年湯姆斯盃争取更好的种子排位，同时雙蔚的排名也有资格参加2018年3月举行的全英赛。雙蔚组合也在之后重返前10名，取代王耀新和张御宇成为馬來西亞國家羽毛球隊的一号男双。

## 主要比賽成績
只列出曾進入準決賽的國際賽事成績：
| 年份   | 賽事                     | 公開賽級別 | 項目     | 搭檔   | 成績   |
| ------ | ------------------------ | ---------- | -------- | ------ | ------ |
| 2007年 | 世界青年羽毛球錦標賽     | 其他       | 男子雙打 | 王健國 | 準決賽 |
| 2008年 | 馬來西亞羽毛球國際挑戰賽 | 國際挑戰賽 | 男子雙打 | 凌文輝 | 冠軍   |
| 2009年 | 印尼羽毛球國際挑戰賽     | 國際挑戰賽 | 男子雙打 | 张国祥 | 準決賽 |
| 2010年 | 馬來西亞羽毛球國際挑戰賽 | 國際挑戰賽 | 男子雙打 | 林钦华 | 冠軍   |
| 2010年 | 韓國羽毛球大獎賽         | 大獎賽     | 男子雙打 | 张国祥 | 準決賽 |
| 2011年 | 紐西蘭羽毛球國際挑戰賽   | 國際挑戰賽 | 男子雙打 | 林钦华 | 準決賽 |
| 2011年 | 越南羽毛球大獎賽         | 大獎賽     | 男子雙打 | 林钦华 | 準決賽 |
| 2012年 | 印度羽毛球超級賽         | 超級賽     | 男子雙打 | 林钦华 | 準決賽 |
| 2012年 | 馬來西亞羽毛球國際挑戰賽 | 國際挑戰賽 | 男子雙打 | 张御宇 | 冠軍   |
| 2012年 | 韓國羽毛球黃金大獎賽     | 黃金大獎賽 | 男子雙打 | 王健國 | 準決賽 |
| 2013年 | 馬來西亞羽毛球超級賽     | 超級賽     | 男子雙打 | 林钦华 | 準決賽 |
| 2013年 | 亞洲羽毛球錦標賽         | 其他       | 男子雙打 | 林钦华 | 準決賽 |
| 2013年 | 馬來西亞羽毛球黃金大獎賽 | 黃金大獎賽 | 男子雙打 | 林钦华 | 冠軍   |
| 2014年 | 馬來西亞羽毛球首要超級賽 | 首要超級賽 | 男子雙打 | 林钦华 | 冠軍   |
| 2014年 | 馬來西亞羽毛球黃金大獎賽 | 黃金大獎賽 | 男子雙打 | 林钦华 | 亞軍   |
| 2014年 | 湯姆斯盃                 | 其他       | 男子團體 | －     | 亞軍   |
| 2014年 | 英聯邦運動會羽毛球比賽   | 其他       | 混合團體 | －     | 金牌   |
| 2014年 | 英聯邦運動會羽毛球比賽   | 其他       | 男子雙打 | 陳煒   | 金牌   |
| 2014年 | 亞洲運動會羽毛球比賽     | 其他       | 男子團體 | －     | 銅牌   |
| 2014年 | 亞洲運動會羽毛球比賽     | 其他       | 男子雙打 | 陳煒   | 銅牌   |
| 2015年 | 馬來西亞羽毛球大師賽     | 黃金大獎賽 | 男子雙打 | 陳煒   | 準決賽 |
| 2015年 | 瑞士羽毛球黃金大獎賽     | 黃金大獎賽 | 男子雙打 | 陳煒   | 亞軍   |
| 2015年 | 東南亞運動會羽毛球比賽   | 其他       | 男子團體 | －     | 銅牌   |
| 2015年 | 俄羅斯羽毛球大獎賽       | 大獎賽     | 男子雙打 | 陳煒   | 亞軍   |
| 2015年 | 美國羽毛球大獎賽         | 大獎賽     | 男子雙打 | 陳蔚強 | 冠軍   |
| 2015年 | 墨西哥城羽毛球大獎賽     | 大獎賽     | 男子雙打 | 陳蔚強 | 準決賽 |
| 2016年 | 印度羽毛球黃金大獎賽     | 黃金大獎賽 | 男子雙打 | 陳蔚強 | 冠軍   |
| 2016年 | 全英羽毛球首要超級賽     | 首要超級賽 | 男子雙打 | 陳蔚強 | 準決賽 |
| 2016年 | 印度羽毛球超級賽         | 超級賽     | 男子雙打 | 陳蔚強 | 準決賽 |
| 2016年 | 湯姆斯盃                 | 其他       | 男子團體 | －     | 季軍   |
| 2016年 | 奧林匹克運動會羽毛球比賽 | 其他       | 男子雙打 | 陳蔚強 | 銀牌   |
| 2016年 | 韓國羽毛球超級賽         | 超級賽     | 男子雙打 | 陳蔚強 | 準決賽 |
| 2016年 | 丹麥羽毛球首要超級賽     | 首要超級賽 | 男子雙打 | 陳蔚強 | 冠軍   |
| 2016年 | 世界羽聯超級系列賽總決賽 | 首要超級賽 | 男子雙打 | 陳蔚強 | 冠軍   |
| 2018年 | 泰國羽毛球大師賽         | 超級300賽  | 男子雙打 | 陳蔚強 | 準決賽 |
| 2018年 | 馬來西亞羽毛球大師賽     | 超級500賽  | 男子雙打 | 陳蔚強 | 亞軍   |
| 2018年 | 亞洲羽毛球團體錦標賽     | 其他       | 男子團體 | －     | 季軍   |
| 2018年 | 德國羽毛球公開賽         | 超級300賽  | 男子雙打 | 陳蔚強 | 準決賽 |
| 2018年 | 英聯邦運動會羽毛球比賽   | 其他       | 混合團體 | －     | 銀牌   |
| 2018年 | 英聯邦運動會羽毛球比賽   | 其他       | 男子雙打 | 陳蔚強 | 銅牌   |
| 2019年 | 泰國羽毛球大師賽         | 超級300賽  | 男子雙打 | 陳蔚強 | 冠軍   |
| 2019年 | 馬來西亞羽毛球大師賽     | 超級500賽  | 男子雙打 | 陳蔚強 | 準決賽 |
| 2019年 | 紐西蘭羽毛球公開賽       | 超級300賽  | 男子雙打 | 陳蔚強 | 準決賽 |
| 2019年 | 中華台北羽毛球公開賽     | 超級300賽  | 男子雙打 | 陳蔚強 | 冠軍   |
| 2019年 | 韓國羽毛球大師賽         | 超級300賽  | 男子雙打 | 陳蔚強 | 亞軍   |
| 2020年 | 泰國羽毛球大師賽         | 超級300賽  | 男子雙打 | 陳蔚強 | 準決賽 |
| 2020年 | YONEX泰國羽毛球公開賽    | 超級1000賽 | 男子雙打 | 陳蔚強 | 亞軍   |
| 2023年 | 古瓦哈蒂羽毛球大師賽     | 超級100賽  | 男子雙打 | 文鑫源 | 準決賽 |

| 2007-2017年 | 首要超級賽 | 超級賽 | 黃金大獎賽 | 大獎賽 | 國際挑戰賽 | 國際系列賽 | 未來系列賽 | 其他 |

| 2018-2026年 | 總決賽 | 超級1000賽 | 超級750賽 | 超級500賽 | 超級300賽 | 超級100賽 | 國際挑戰賽 | 國際系列賽 | 未來系列賽 | 其他 |

### 奧運會和世錦賽參賽紀錄
|          | 搭檔   | 2013 | 2014 | 2015 | 2016 | 2017 | 2018 | 2019 | 2020 | 2021 | 2022 |
| -------- | ------ | ---- | ---- | ---- | ---- | ---- | ---- | ---- | ---- | ---- | ---- |
| 男子雙打 | 林钦华 | 32強 | 32強 | －   | －   | －   | －   | －   | －   | －   | －   |
| 男子雙打 | 陳蔚強 | －   | －   | 16強 | 銀牌 | 32強 | 16強 | 16強 | －   | 8強  | 32強 |

## 主要對賽紀錄
吳蔚昇與主要對手的對賽成績如下（只列出對賽五次或以上對手，截至2017年10月7日）：
男雙 - 陳蔚強
| 對手              | 對賽次數 | 對賽結果 | 對賽結果 | 總計 |
| 對手              | 對賽次數 | 勝       | 負       | 總計 |
| ----------------- | -------- | -------- | -------- | ---- |
| 柴飈 洪煒         | 10       | 7        | 3        | +4   |
| 李龍大 柳延星     | 7        | 2        | 5        | -3   |
| 劉雨辰 李俊慧     | 6        | 3        | 3        | 0    |
| 園田啟悟 嘉村健士 | 6        | 2        | 4        | -2   |
| 其他選手          | 139      | 102      | 37       | +65  |
| 總計              | 168      | 116      | 52       | +64  |